# Geoff Hammond
Geoff Hammond là một cầu thủ bóng đá người Anh, thường thi đấu ở vị trí hậu vệ.
Năm 1970, Hammond bắt đầu sự nghiệp cùng với Ipswich Town. Ông chuyển đến Manchester City năm 1976 thi đấu hai mùa giải, sau đó chuyển đến Charlton Athletic F.C. thi đấu một mùa giải, trước khi kết thúc sự nghiệp với Connecticut Bicentennials của North American Soccer League năm 1977.